# Ribnica
Ribnica là một khu tự quản (tiếng Slovenia: občine, số ít – občina) trong vùng Osrednjeslovenska của Slovenia. Ribnica có diện tích 153.6 km2, dân số là theo điều tra ngày 31 tháng 3 năm 2002 là 9266 người. Thủ phủ khu tự quản Ribnica đóng tại Ribnica.

## Hình ảnh

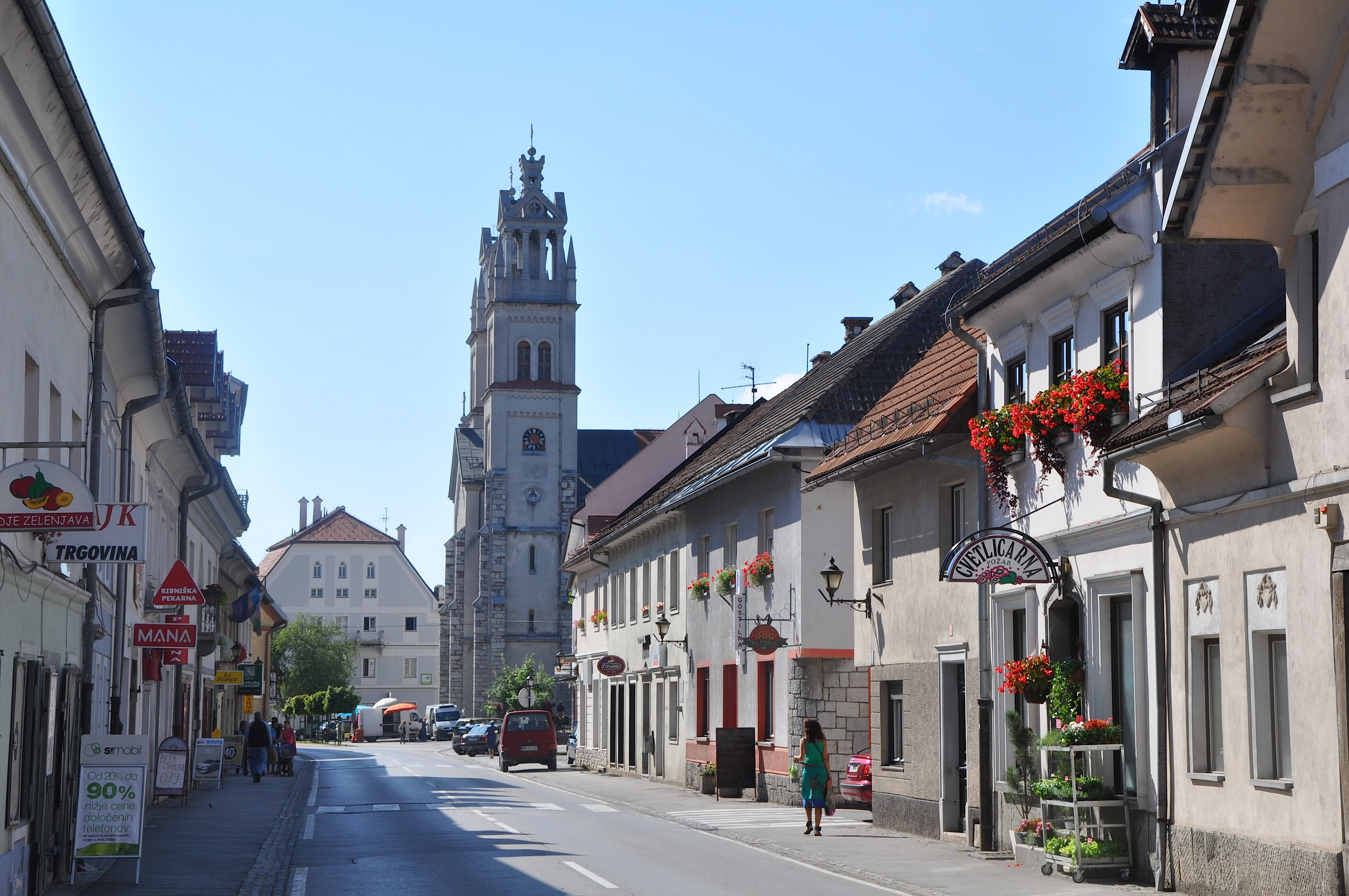
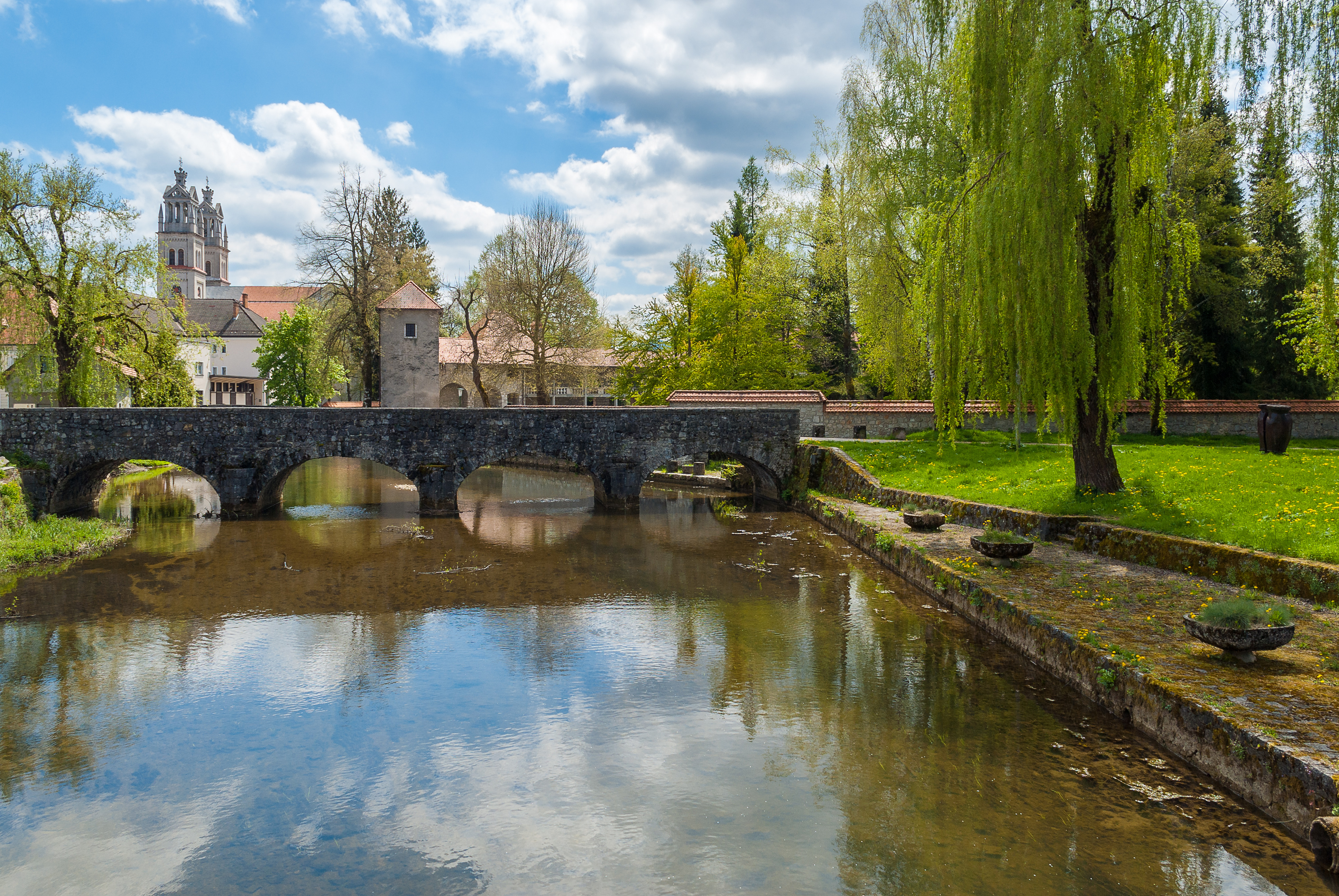
Cầu Pháp trên sông Bistrica. Bên trái là nhà thờ Thánh Stephen, bên phải của ảnh là Lâu đài Ribnica.
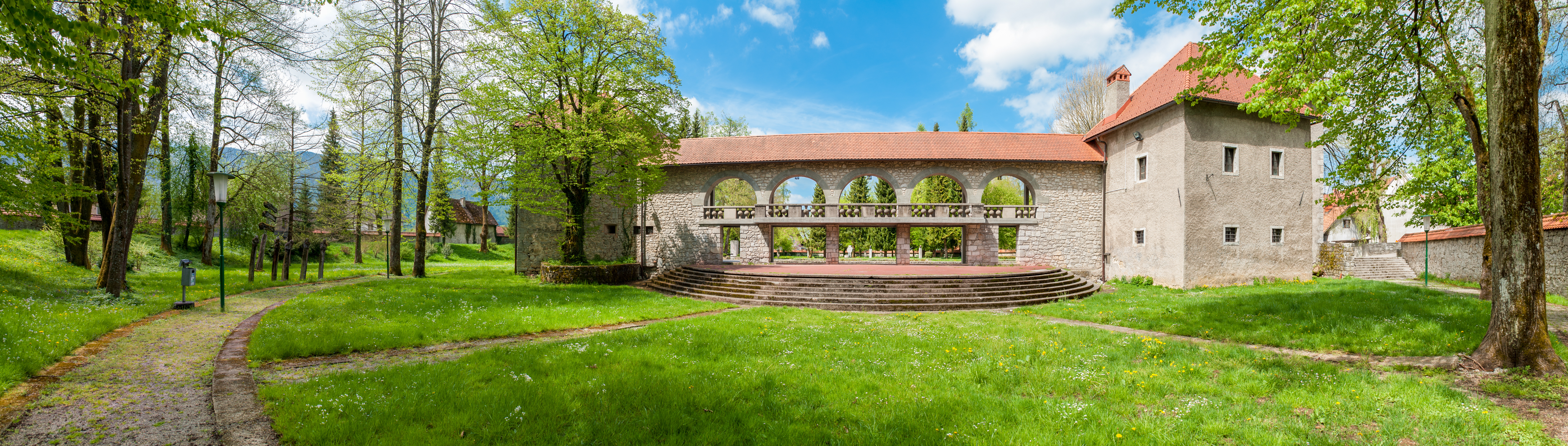
Lâu đài Ribnica